# Stefan Šćepović
Stefan Šćepović (Belgrado, Yugoslavia, 10 de enero de 1990) es un futbolista serbio que juega como delantero en el OFK Belgrado de la Superliga de Serbia.

## Trayectoria
Comenzó su etapa en el fútbol base en el C. P. Mérida, donde jugaba su padre, Slađan Šćepović, para pasar después al Partizán de Belgrado y al OFK Belgrado, equipo en el que debutó como profesional en 2008. El OFK Belgrado lo cedió al F. K. Mladi Radnik y al F. K. Sopot en la temporada 2008-09, y a la U. C. Sampdoria durante la segunda vuelta de la 2009-10. En julio de 2010 firmó un contrato con el Club Brujas, aunque su escasa participación motivó que fuera cedido al KV Cortrique en enero de 2011. El 8 de junio de 2012, tras una temporada en el Hapoel Acre F. C., fichó por el Partizán de Belgrado.
El 17 de julio de 2013 se hizo oficial su cesión al Real Sporting de Gijón para la temporada 2013-14. Anotó su primer gol con el Sporting el día 18 de agosto, durante el encuentro de la primera jornada de Liga ante el Real Madrid Castilla C. F. que finalizó con el marcador de 1-0. Con su tanto en la cuarta jornada de Liga ante la S. D. Ponferradina, Šćepović se convirtió en el segundo jugador debutante de la historia del Sporting en marcar en sus cuatro primeros partidos, igualando la marca de Chicote en la campaña 1930-31. En la séptima jornada, frente a la S. D. Eibar, consiguió anotar el primer hat-trick de su carrera profesional.
El 1 de septiembre de 2014 se confirmó su traspaso al Celtic F. C. a cambio de 2,5 millones de euros. El 31 de agosto de 2015 se anunció su cesión al Getafe C. F. para la temporada 2015-16. Al término de la misma, tras el descenso del Getafe a Segunda División, el club lo adquirió en propiedad. Después de ascender a Primera División con el Getafe en la campaña 2016-17, el club azulón lo cedió al Sporting para disputar la siguiente. No obstante, el 31 de enero de 2018 finalizó su período de préstamo y el Getafe lo traspasó al Videoton F. C. húngaro. Tras su etapa en Hungría pasó por el Jagiellonia Białystok polaco y el F. C. Machida Zelvia japonés, regresando en marzo de 2021 al fútbol español para jugar en el Málaga C. F. lo que restaba de temporada.
El 19 de junio de 2021 fichó por el AEL Limassol de Chipre. Dejó el club tras temporada y media y el 7 de febrero de 2023 se anunció su incorporación al Brisbane Roar F. C. En Australia estuvo unos meses y en julio se unió al Muangthong United F. C. Después de su paso por este equipo, en septiembre de 2024 se marchó a Grecia para jugar en el PAS Giannina. Estuvo menos de un año, ya que el siguiente mes de febrero regresó al OFK Belgrado.

## Selección nacional
Fue internacional sub-21 con la selección serbia, categoría en la que jugó doce partidos y anotó ocho goles. Con la absoluta ha jugado en ocho ocasiones desde su debut el día 29 de febrero de 2012 frente a Chipre. Anotó su primer gol como internacional el día 15 de octubre de 2013 durante un encuentro de la fase de clasificación para el Mundial 2014 disputado frente a Macedonia.

## Clubes
| Club                    | País      | Año       |
| ----------------------- | --------- | --------- |
| OFK Belgrado            | Serbia    | 2007-2008 |
| F. K. Mladi Radnik      | Serbia    | 2008      |
| F. K. Sopot             | Serbia    | 2009      |
| OFK Belgrado            | Serbia    | 2009-2010 |
| U. C. Sampdoria         | Italia    | 2010      |
| Club Brujas             | Bélgica   | 2010-2011 |
| KV Cortrique            | Bélgica   | 2011      |
| Hapoel Acre F. C.       | Israel    | 2011-2012 |
| Partizán de Belgrado    | Serbia    | 2012-2013 |
| F. C. Ashdod            | Israel    | 2013      |
| Real Sporting de Gijón  | España    | 2013-2014 |
| Celtic F. C.            | Escocia   | 2014-2015 |
| Getafe C. F.            | España    | 2015-2017 |
| Real Sporting de Gijón  | España    | 2017-2018 |
| Videoton F. C.          | Hungría   | 2018-2019 |
| Jagiellonia Białystok   | Polonia   | 2019      |
| F. C. Machida Zelvia    | Japón     | 2020      |
| Málaga C. F.            | España    | 2021      |
| AEL Limassol            | Chipre    | 2021-2023 |
| Brisbane Roar F. C.     | Australia | 2023      |
| Muangthong United F. C. | Tailandia | 2023-2024 |
| PAS Giannina            | Grecia    | 2024-2025 |
| OFK Belgrado            | Serbia    | 2025-     |

## Palmarés

### Campeonatos nacionales
| Título          | Club           | País    | Año  |
| --------------- | -------------- | ------- | ---- |
| Copa de la Liga | Celtic F. C.   | Escocia | 2015 |
| Premier League  | Celtic F. C.   | Escocia | 2015 |
| Liga húngara    | Videoton F. C. | Hungría | 2018 |